# A mindennapi élet mágiája
A mindennapi élet mágiája Szepes Mária (1908-2007) írónőnek először 1989-ben megjelent könyve.
A 24 fejezetből álló tanulmánysorozatot a pszichológus-karakterológus szerzőnő „modern magatartástannak” nevezi.

## Miért mágia?
A bevezetésben a szerzőnő kifejti: „Mindenekelőtt az általában félretett, megvetett vagy babonásan elutasított mágia fogalmának pontos definíciójával kezdeném. A mágia valójában erőt jelent. A képzelet önmagát megvalósító varázserejét.”
A mindennapi élet mágiája nem ezoterikus mű; mindamellett a bölcseleti utalásokból képet kapunk írója világszemléletére vonatkozóan.

## A könyv célja
Az írónő szándéka szerint a könyv „megoldást kínál, hogyan küzdjük le kedvetlenségünket, miképpen térjünk ki fájdalmas konfliktusok elől, s mitől válhatunk sikeres, rokonszenves, népszerű, alkotó tagjává a közösségnek”.

## Vezérmotívumként szolgáló alapelvek, axiómák
A könyv sarkalatos alapelvekre épül. A 15. fejezetben összefoglalva tizenkét alaptétel található; például: „Aki sorsán, depresszióin, démoni kötésein úrrá akar lenni, annak úrrá kell lennie gondolatain.”

## A lélek egészségének négy törvénye
1. „Soha senkihez ne legyünk barátságtalanok még gondolatban sem!”
2. „Ne panaszkodjunk!”
3. „Ne engedjük át magunkat elkeseredésnek és félelemnek!”
4. „Kerüljük a gonosz, maró, elégedetlen gondolatokat és hangos definíciókat!”

## További idézetek
„Mert szavaink, mozdulataink mind önkéntelen rituálék, amelyek erőket indítanak el, különféle hatásokat provokálnak környezetünkből, végül visszahatnak ránk.”
„[A pozitív egyéniség] Tudja, hogy a vámpirizáló gondolatokat kirekesztő tilalom csak úgy lehet sikeres, ha érdeklődése fókuszába valami erős, színes, más irányú tartalmat állít!”
„Vigyázzunk tehát, miféle reményeket, becsvágyakat, alap és bölcsesség nélkül való várakozásokat, feltételeket exponálunk. Mert ezek megvalósulása válik később szégyenünkre, keserűségünkre és csalódásunkra.”
„Az élet művészete az imagináció művészete, az a tehetség, hogy a dolgok üres keretét zengő, színes, intenzív tartalommal tudjuk-e megtölteni.”